# Gobionellus mystax
Gobionellus mystax är en fiskart som beskrevs av Ginsburg, 1953. Gobionellus mystax ingår i släktet Gobionellus och familjen smörbultsfiskar. Inga underarter finns listade i Catalogue of Life.